# Wahpeton (Iowa)
Wahpeton es una ciudad ubicada en el condado de Dickinson en el estado estadounidense de Iowa. En el Censo de 2010 tenía una población de 341 habitantes y una densidad poblacional de 106,52 personas por km².

## Geografía
Wahpeton se encuentra ubicada en las coordenadas 43°22′28″N 95°10′29″O / 43.37444, -95.17472. Según la Oficina del Censo de los Estados Unidos, Wahpeton tiene una superficie total de 3.2 km², de la cual 3.13 km² corresponden a tierra firme y (2.1%) 0.07 km² es agua.

## Demografía
Según el censo de 2010, había 341 personas residiendo en Wahpeton. La densidad de población era de 106,52 hab./km². De los 341 habitantes, Wahpeton estaba compuesto por el 98.53% blancos, el 0.59% eran afroamericanos, el 0% eran amerindios, el 0.29% eran asiáticos, el 0% eran isleños del Pacífico, el 0.59% eran de otras razas y el 0% pertenecían a dos o más razas. Del total de la población el 0.29% eran hispanos o latinos de cualquier raza.